# Nagy-Csákány
Nagy-Csákány är en bergstopp i Ungern. Den ligger i den västra delen av landet, 40 km väster om huvudstaden Budapest. Toppen på Nagy-Csákány är 494 meter över havet. Nagy-Csákány ingår i Vértes.
Terrängen runt Nagy-Csákány är kuperad västerut, men österut är den platt. Runt Nagy-Csákány är det ganska tätbefolkat, med 54 invånare per kvadratkilometer. Närmaste större samhälle är Tatabánya, 10,6 km nordväst om Nagy-Csákány. Trakten runt Nagy-Csákány består till största delen av jordbruksmark.